# Elsa
Elsa, la Reina de les Neus d'Arendelle, és un personatge de ficció i protagonista principal de la pel·lícula d'animació de Walt Disney Frozen, guardonada als Premis Oscar de 2013. Aquesta pel·lícula fou dirigida per Chris Buck i Jennifer Lee.
Elsa té l'habilitat màgica de crear i manipular gel i neu i és capaç de produir el mal a la terra. De manera involuntària, la protagonista relega el seu reialme, Arendelle, a un hivern permanent la nit de la seva coronació. Al llarg del llargmetratge, lluita primer per controlar i ocultar les seves habilitats i després per alliberar-se dels seus temors de fer mal als altres, especialment la seva germana petita, la princesa Anna.
La seva veu cantada, en la versió original anglesa, està interpretada principalment per l'actriu i cantant de Broadway Idina Menzel. Al principi de la pel·lícula, quan l'Elsa és petita, la seva veu la protagonitza Eva Bella i, quan és adolescent, Spencer Lacey Ganus.

## Origen i concepció
Hi va haver intents, ja el 1943, per part de Walt Disney, d'adaptar el conte de Hans Christian Andersen, La reina de les neus, en una pel·lícula. La Reina de les Neus se centra en dos nens anomenats Gerda, que va servir de base per a la princesa Anna, i Kai, que és "la maledicció de la negativitat", després que el seu cor fos perforat amb un tros de vidre d'un mirall encantat i és segrestat per la Reina de les Neus. No obstant això, Disney va tenir problemes amb la creació d'una adaptació creïble, sobretot per crear una versió multidimensional del personatge principal del conte de fades, a qui volien donar-li un paper antagònic. En la història, ella és descrita com "una dona, vestida en peces de gasa blanca, que semblaven com flocs de neu units entre si; era justa i bonica, però feta del més brillant i bonic gel. Tot i així, ella tenia uns ulls brillants com dues estrelles resplendents, però no hi havia pau ni descans en la seva mirada". Disney no va aconseguir trobar una manera de fer a una versió "real" de la Reina de les Neus i, eventualment, va abandonar el projecte.